# 24h Le Mans 1932
24h Le Mans 1932 – 10. edycja długodystansowego wyścigu 24h Le Mans. Wyścig odbył się w dniach 18–19 czerwca 1932, udział w nim wzięło 52 kierowców z 6 państw.

## Informacje
| Statystyki                  | Statystyki          |
| --------------------------- | ------------------- |
| Długość okrążenia           | 13,492 km           |
| Dystans wyścigu             | 2 954,038 km        |
| Średnia prędkość            | 123,084 km/h        |
| Przewaga lidera             | 26,760 km           |
| Najszybsze okrążenie        | Nando Minoia (5:41) |
| Kierowcy według narodowości |                     |
| Francja                     | 28                  |
| Wielka Brytania             | 13                  |
| Włochy                      | 8                   |
| Monako                      | 1                   |
| Polska                      | 1                   |
| Szwecja                     | 1                   |
| Łącznie                     | 52                  |

## Wyniki wyścigu
| Poz.  | Klasa | Nr | Zespół                      | Kierowcy                                  | Samochód                | Silnik                      | Okrążenia |
| ----- | ----- | -- | --------------------------- | ----------------------------------------- | ----------------------- | --------------------------- | --------- |
| 1     | 3.0   | 8  | Raymond Sommer              | Raymond Sommer Luigi Chinetti             | Alfa Romeo 8C 2300LM    | Alfa Romeo 2.3L Turbo I8    | 218       |
| 2     | 3.0   | 11 | Soc. Anon. Alfa Romeo       | Franco Cortese Giovanni Battista Guidotti | Alfa Romeo 8C 2300LM    | Alfa Romeo 2.3L Turbo I8    | 216       |
| 3     | 3.0   | 6  | Arthur W. Fox               | Brian E. Lewis Tim Rose-Richards          | Talbot AV105            | Talbot 3.0L I6              | 180       |
| 4     | 2.0   | 18 | Mme. Odette Siko            | Odette Siko Louis Charaval                | Alfa Romeo 6C 1750      | Alfa Romeo 1.7L Turbo I6    | 179       |
| 5     | 1.5   | 20 | Aston Martin Ltd.           | Sammy Newsome Henken Widengren            | Aston Martin 1½ Le Mans | Aston Martin 1.5L I4        | 174       |
| 6     | 1.5   | 23 | Jean Sébilleau              | Jean Sébilleau Georges Delaroche          | Bugatti Type 40         | Bugatti 1.5L I4             | 172       |
| 7     | 1.5   | 21 | Aston Martin Ltd.           | A.C. Bertelli Pat Driscoll                | Aston Martin 1½ Le Mans | Aston Martin 1.5L I4        | 168       |
| 8     | 1.1   | 29 | Ecurie de l'Ours            | Charles Auguste Martin Auguste Bodoignet  | Amilcar CO              | Amilcar 1.1L I6             | 151       |
| 9     | 1.1   | 26 | Roger Labric                | Roger Labric Yves Giraud-Cabantous        | Caban Spéciale          | Caban 1.1L I4               | 146       |
| 10 NU | 3.0   | 16 | Comte Stanislaus Czaykowski | Stanisław Czaykowski Ernest Friederich    | Bugatti Type 55         | Bugatti 2.3L Turbo I8       | 180       |
| 11 NU | 1.1   | 22 | Just-Émile Vernet           | Just-Émile Vernet Fernand Vallon          | Salmson GS              | Salmson 1.1L I4             | 111       |
| 12 NU | 3.0   | 9  | Lord Howe                   | Francis Curzon Sir Henry Birkin           | Alfa Romeo 8C 2300LM    | Alfa Romeo 2.3L Turbo I8    | 110       |
| 13 NU | 1.5   | 24 | Charles Druck               | Charles Druck Lucien Virlouvet            | Bugatti Type 40         | Bugatti 1.5L Turbo I4       | 98        |
| 14 NU | 750   | 32 | Francis Samuelson           | Francis Samuelson Norman Black            | MG C Midget             | MG 0.7L Turbo I4            | 57        |
| 15 NU | 1.5   | 22 | Aston Martin Ltd.           | Kenneth Peacock Jack Bezzant              | Aston Martin 1½ Le Mans | Aston Martin 1.5L I4        | 53        |
| 16 NU | 3.0   | 12 | "Heldé"                     | Pierre-Louis Dreyfus Mariette Delangle    | Alfa Romeo 8C 2300      | Alfa Romeo 2.3L Turbo I8    | 25        |
| 17 NU | 3.0   | 15 | Guy Bouriat                 | Guy Bouriat Louis Chiron                  | Bugatti Type 55         | Bugatti 2.3L Turbo I8       | 23        |
| 18 NU | 3.0   | 10 | Soc. Anon. Alfa Romeo       | Ferdinando Minoia Carlo Canavesi          | Alfa Romeo 8C 2300      | Alfa Romeo 2.3L Turbo I8    | 22        |
| 19 NU | 8.0   | 1  | Henri Stoffel               | Marcel Foucret Paul Foucret               | Mercedes-Benz SSK       | Mercedes-Benz 7.1L Turbo I6 | 22        |
| 20 NU | 8.0   | 3  | E.H. Brisson                | Édouard Brisson Joseph Cattaneo           | Stutz DV32              | Stutz 5.4L I8               | 19        |
| 21 NU | 3.0   | 14 | Prince Djordjadze           | Attilio Marinoni Angelo Guatta            | Alfa Romeo 8C 2300      | Alfa Romeo 2.3L Turbo I8    | 14        |
| 22 NU | 1.1   | 27 | Roger Labric                | Gustave Duverne Georges Boréal            | B.N.C.                  | B.N.C. 1.1L I4              | 9         |
| 23 NU | 1.1   | 30 | John Ludovic Ford           | John Ludovic Ford Maurice Baumer          | Alta                    | Alta 1.1L I4                | 6         |
| 24 NU | 1.5   | 25 | Jean Danne                  | Jean Danne Jacques Gergaud                | Rally NCP               | Rally 1.4L I4               | 6         |
| 25 NU | 2.0   | 19 | M. de la Sayette            | Henri de la Sayette Charles Wolf          | Citroën                 | Citroën 1.5L I4             | 3         |
| 26 NU | 5.0   | 5  | Jean Trévoux                | Jean Trévoux „Mary”                       | Bentley Blower C        | Bentley 4.4L Turbo I4       | 1         |
| Poz.  | Klasa | Nr | Zespół                      | Kierowcy                                  | Samochód                | Silnik                      | Okrążenia |

| Legenda | Legenda                       |
| ------- | ----------------------------- |
| 4       | Zwycięzcy poszczególnych klas |
| 7       | Najszybsze okrążenie          |
| 31 NU   | Nie ukończyli                 |